# Aloys Göddertz
Aloys Göddertz (* 15. Dezember 1812 in Aachen; † 29. November 1872 in Honnef) war ein deutscher Kaufmann, Publizist und Politiker.

## Leben
Aloys Göddertz besuchte in Aachen das Gymnasium und war danach zunächst als Kaufmann tätig. Später betätigte er sich als Publizist.
1862 und dann wieder von 1867 bis 1872 war er Mitglied des Preußischen Abgeordnetenhauses.
Von 1867 bis 1871 war Göddertz Mitglied des Reichstags des Norddeutschen Bundes für den Wahlkreis Köln 5 (Siegkreis, Waldbröl) und die Freie Vereinigung. In dieser Eigenschaft gehörte er von 1868 bis 1870 auch dem Zollparlament an.